# 小宮山重四郎
小宮山 重四郎（こみやま じゅうしろう、1927年（昭和2年）9月15日 - 1994年（平成6年）11月21日）は、日本の政治家。
衆議院議員（11期）、郵政大臣を歴任。

## 来歴・人物
山梨県甲府市出身。後に参議院議員となった小宮山常吉の四男。長兄・英蔵は平和相互銀行の創設者。東京府立葛飾中学校を経て、中央大学予科、日本大学法文学部を卒業。1948年に早稲田大学政治経済学部経済学科に入学。1951年に同大学を卒業しアメリカ・ニューヨーク州のアルフレッド大学に官費留学、経営学を学ぶ。アルフレッド大学卒業後、1955年に読売新聞社に入社し、大阪支局経済部に配属される。その後、読売新聞の英字新聞記者となる。
1958年に佐藤栄作の秘書となり政界入り。1959年、佐藤夫妻の媒酌で女優桂典子と結婚。1960年の第29回衆議院議員総選挙に自民党公認で埼玉2区（当時）から立候補し次点で落選するも、1963年の第30回衆議院議員総選挙に再び立候補しトップで初当選（当選同期に小渕恵三・橋本龍太郎・伊東正義・田中六助・渡辺美智雄・佐藤孝行・藤尾正行・中川一郎・三原朝雄・鯨岡兵輔・奥野誠亮など）。以後、11回連続当選。佐藤直系として、通産政務次官や総理府総務副長官を歴任するが、1972年のポスト佐藤を巡る角福戦争では田中角栄を支持。1976年、福田赳夫内閣の郵政大臣として初入閣。田中派内では田村元側近として、「田村グループ」を形成。田村の意向に従い、二階堂進寄りから1987年には竹下派に参加した。東京佐川急便事件の竹下派分裂時には小渕派に所属した。
選挙区のライバルは選挙に強い山口敏夫で、お互いに敵意を剥き出しにして争っていた。最後の選挙となった1993年の総選挙時は既に体調不良状態であったが、新生党推薦の山口や日本新党の新人・五十嵐文彦、もう一人の自民党公認候補となった浜田マキ子らと選挙戦を展開。最下位で当選した。
中央大学・早稲田大学・日本大学講師、IPU（列国議会同盟）最高幹事、平沢貞通救援国会議員連盟会長などもつとめた。
政治的には対立する党派の立場にあったが、同じ選挙区選出の後輩議員だった日本共産党衆議院議員である矢島恒夫とよく意見交換をしていた。亡くなる数日前にも議員会館内で懇談し、矢島は生前小宮山が最後に会話した議員となった。
議員在職中の1994年11月21日、議員会館の事務所で打ち合わせ中に身体の不調を訴えて、東京都新宿区の東京医科大学病院に搬送されたが容態が急変し、同日午後に急性心不全のため死去した。67歳没。追悼演説は翌1995年1月24日の衆議院本会議で、羽田孜により行われた。
墓所は川越市の蓮馨寺。

## 家族
- 乃理子 妻（旧姓戸田。実姉は女優の新珠三千代）。元宝塚歌劇団（宝塚歌劇団39期生）では椿千代。退団後は女優・桂典子として活動。重四郎との結婚を機に芸能界を引退した。2024年12月12日病没[2]。
- 剛平 長男。
- 徹 次男。長男の辞退を受け、小宮山後援会は徹を重四郎の後継者とした。1996年、第41回衆議院議員総選挙に埼玉県第7区から自民党公認で出馬したが新進党公認の中野清に敗れ落選。その後も自民支部長に留まり、1999年4月には妹の泰子の県議再選に貢献するが、2000年、現職中野の自民復党が認められ、徹は支部長を解任された。小宮山後援会はこれに反発し、同年6月の第42回衆議院議員総選挙に徹に代わって、妹・泰子を無所属で擁立したが落選した。以後政治活動はなく、宝くじ販売会社「ニューロッタリーサービス」の経営などを行っていたが、2010年5月24日、宝くじ販売事業への出資などの名目で知人らから金をだまし取ったとして、詐欺の容疑で逮捕された。2013年3月15日、東京地方裁判所は徹に対し「政治家一族であることの社会的信用を悪用した犯行」「被害が多額で刑事責任は重大」として懲役7年の実刑判決を言い渡した。
- 泰子 長女。1995年4月、自民党から埼玉県議会議員に初当選、1999年4月再選。2000年6月、県議を2期目途中で辞職し第42回衆議院議員総選挙に埼玉県第7区から無所属で立候補し落選。同年自民党を離党し、自由党に入党。2001年7月、第19回参議院議員通常選挙に埼玉県選挙区から自由党公認で立候補するも落選。2003年第43回衆議院議員総選挙に埼玉県第7区から民主党公認で立候補し初当選。兄・徹に代わって父の後継者となった。

## 親族
重四郎一家は埼玉県川越市に在住していたが、小宮山家の元々の出自は山梨県甲府市である（甲州商人の項も参照）。
- 小宮山常吉（つねきち） 父。1882年10月18日山梨県生まれ。山梨県にて絹仲介業を営んでいたが、後に一家で上京、商店勤務、機械製造販売業を経て、1928年、長男の英蔵とともに屑鉄・スクラップ業「小宮山商店」を創業し成功を収める。更に足立鋼管、足立産業、昭和鋼管の社長を歴任した。1947年4月、英蔵の後援を得て第1回参議院議員通常選挙に山梨県地方区から無所属で立候補し当選。1期務める。院内会派「緑風会」に所属し、参議院大蔵委員会委員などを歴任した。議員引退後は再び英蔵の事業に参画し、武蔵野開発社長、武蔵野ゴルフクラブ社長。1974年4月24日没。
- 小宮山英蔵 長兄。1912年9月25日山梨県生まれ。尋常小学校卒業後、一家で上京。東京市役所第一助役室給仕を務めながら苦学の末、旧制日本大学工業学校（旧制日本大学が設置していた夜学の実業学校）卒業。1928年、父とともに屑鉄・スクラップ業「小宮山商店」を創業し、実業家として成功する。戦後はGHQ嘱託となり、日本清掃作業組合を設立。全国の旧軍需工場の解体とスクラップ鉄回収を一手に請け負う。この事業で得た資金を元手に、1947年に父を政界に進出させ、1949年には殖産会社東北林業を買収し、日本殖産株式会社に商号変更。更に同年、同社を金融業に業態変更し、平和貯蓄殖産無尽と改称、1951年、相互銀行法施行に伴いこれを相互銀行に移行させ、商号を平和相互銀行と改称し代表取締役社長、更に会長となる。太平洋クラブをはじめとする子会社を設立し、「小宮山コンツェルン」と称された企業グループを形成。太平洋クラブ取締役、クラウンライター会長など「小宮山コンツェルン」の総帥として財界に重きをなした。五島慶太・小佐野賢治・瀬島龍三らとともに「政商」の一人に数え上げられることも多く、竹下派ら政界関係者とも深くかかわりを持ち、重四郎の政界進出を後援した。1979年6月26日急死。英蔵の死後、平和相銀グループは後継を巡って遺族・経営陣による内紛が起き、「小宮山コンツェルン」の崩壊へとつながった。
- 小宮山美佐子 英蔵の妻。
  - 池田良子 英蔵・美佐子夫妻の長女。
  - 池田勉 良子の夫。1963年3月に東京大学法学部卒業後の同年4月警察庁入庁。1969年、警視庁第7機動隊長、1970年警視庁本富士警察署署長。1972年に平和相互銀行に入行し専務、副社長。太平洋クラブ社長。英蔵の死後、平和相互銀行非常勤取締役。
  - 小宮山英一 英蔵・美佐子夫妻の長男。平和相互銀行取締役、のち常務。流鉄（旧・総武流山電鉄）社長。
  - 小宮山和子 英蔵・美佐子夫妻の次女。
  - 小宮山義孝 和子の夫。大蔵官僚から小宮山家の婿となる。岩間開発（岩間カントリークラブ）社長。総武都市開発社長。
    - 小宮山雄飛 義孝・和子夫妻の子。ミュージシャン（ホフディラン）。
- 小宮山精一 三兄。平和相互銀行代表取締役社長、のち会長。
- 小宮山勇 弟（常吉の五男）。中山カントリークラブ社長・東洋端子社長。
- 藤井丙午（元自民党参議院議員・新日本製鉄副社長・太平洋クラブ会長）とその三男藤井孝男（次世代の党前衆議院議員。元日本維新の会・元自民党衆議院議員・参議院議員）は遠縁の親族にあたる。
- 新珠三千代 義姉。妻の乃理子の実姉。元宝塚歌劇団（宝塚歌劇団33期生）、女優。妹の存在以外は私生活について生涯明かすことはなく、重四郎の選挙応援等も一切しなかった。

## 関連人物
- 松山義雄
- 佐藤信二
- 山口敏夫
- 中野清 (政治家)